# Amadeo de Souza-Cardoso

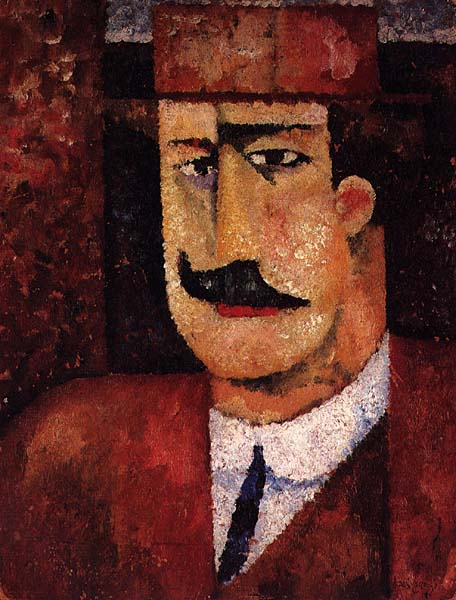
Porträt Francisco Cardoso, um 1908

Amadeo de Souza-Cardoso (* 14. November 1887 in Manhufe, Mancelos bei Amarante, Distrikt Porto; † 25. Oktober 1918 in Espinho, Distrikt Aveiro) war ein Vorreiter der Modernen portugiesischen Malerei.

## Leben

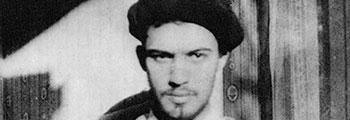
Amadeo de Souza-Cardoso, um 1908

Amadeo de Souza-Cardoso absolvierte 1905 ein Architekturstudium an der Academia de Belas-Artes in Lissabon. Ein Jahr später ging er nach Frankreich, um sich in Paris ganz der Malerei zu widmen. Er besuchte verschiedene Akademien, wie zum Beispiel die Académie Vitti, und innerhalb kürzester Zeit machte er Bekanntschaft mit den bekanntesten Künstlern der Stadt, unter anderem Amedeo Modigliani, Juan Gris, Pablo Picasso, Constantin Brâncuși, Alexander Archipenko, Sonia und Robert Delaunay. Durch seine Freundschaft mit dem Maler und Bildhauer Otto Freundlich wurde Souza-Cardoso auch auf den Expressionismus aufmerksam, und die Kunst der Brücke und des Blauen Reiter gab ihm wichtige Impulse. Es folgten Ausstellungen in München, Berlin, Hamburg, Moskau, London und 1913 die Beteiligung an der Armory Show in New York City. 
Sein Siegeszug als vielversprechendes Talent endete, als Souza-Cardoso zu Beginn des Ersten Weltkriegs gezwungen wurde nach Portugal zurückzugehen. In Barcelona lernte er den katalanischen Architekten Antoni Gaudí kennen und heiratete dessen Nichte Lúcia Peretto. Im Jahr 1918 starb er an der Spanischen Grippe.

## Museu Municipal Amadeo de Souza-Cardoso
Das Museu Municipal Amadeo de Souza-Cardoso in Amarante zeigt einen Gutteil des erhaltenen Œuvre des Malers.

## Gedenkmünze
1987 Portugal: 100 Escudos, Silber, anlässlich der 100-Jahr-Feier seiner Geburt.